# فريدا مانوم
فريدا ليوناردسن مانوم (من مواليد 16 يوليو 1999) هي لاعبة كرة قدم نرويجية محترفة تلعب كلاعبة خط وسط أو مدافعة مع نادي أرسنال للسيدات ضمن دوري السوبر للسيدات ولاعبة دولية مع منتخب النرويج لكرة القدم للسيدات. قبل انتقالها إلى فريق أرسنال الإنجليزي، لعبت لفريق ستابيك وفريق لينكوبينج السويدي.

## مسيرتها الكروية

### لين
لعب مانوم كرة القدم مع شباب فريق بايروملوكا لكرة القدم، ستابيك، ثم لعب مع لين. كانت جزءًا من فريق لين الموهوب والمتخصص في مختلف الأعمار، إلى جانب هايدي إلينغسن وأندريا ويلمان، وفازوا في كأس دانا وكأس النرويج عام 2014. في خريف عام 2014، ظهرت لأول مرة مع الفريق الأول لنادي لين ضمن مسابقة دوري توبسيرين.

### ستابيك
غادرت مانوم نادي لين في عام 2017، للانضمام إلى ستابيك. شاركت في جميع مبارياتهم، قبل أن يُعلن عن انتقالها إلى نادي لينكوبينغ السويدي بعد نصف موسم فقط مع ستابيك.

### لينكوبينغ
في الثامنة عشرة من عمرها، انضمت مانوم إلى نادي لينكوبينغ السويدي. سرعان ما أصبحت مانوم لاعبة أساسية، وفي موسم 2020-21، تم اختيارها كابتن للنادي في 21 من عمرها. سجلت آخر ظهور لها مع النادي بهدف في المباراة التي انتهت بفوز لينكوبينغ بنتيجة 4-1 على فريق أوريبرو. في مايو 2021، وضعت صحيفة كورين المحلية مانوم في المركز الرابع عشر عند تحديد أفضل 30 لاعبًا لعبوا مع لينكوبينغ.

### أرسنال

#### موسم 2021–22
في 27 يوليو 2021، أكد نادي الدوري الممتاز للسيدات أرسنال التعاقد مع مانوم. سرعان ما رسخت مكانتها كلاعبة مثيرة. في 5 أكتوبر، سجلت مانوم هدفها الأول مع أرسنال في مباراة ضمن دوري أبطال أوروبا للسيدات ضد فريق برشلونة للسيدات.في 12 ديسمبر، دخل مانوم من مقاعد البدلاء وسجل هدفين في المباراة التي انتهت بفوز أرسنال بنتيجة 4-0 على ليستر سيتي. على الرغم من بدايتها المذهلة، انخفض وقت لعبها في النصف الثاني من الموسم. بالرغم من ذلك تم ترشيحها لجائزة أفضل لاعبة شابة في الموسم لدوري السوبر للسيدات 2021-22.

#### موسم 2022–23
في 19 أكتوبر 2022، شاركت مانوم كلاعبة أساسية للمرة الأولى هذا الموسم في مباراة أرسنال خارج أرضه ضد حامل اللقب أولمبيك ليون، وسجلت هدفًا في فوز ساحق للجانرز بنتيجة 5-1. بعد أربعة أيام في 23 أكتوبر، سجلت مانوم هدفها الأول في الدوري هذا الموسم في مباراة خارج أرضها انتهت لصالح أرسنال بنتيجة 2-0 ضد ليفربول. تم التصويت لها لاحقًا كأفضل لاعبة في آرسنال لشهر أكتوبر 2022.في 21 ديسمبر، سجلت هاتريك وقدمت تمريرة حاسمة في المباراة انتهت بنتيجة 9-1 في مرحلة المجموعات على زيورخ فراون في دوري أبطال أوروبا، وحصلت على جائزة لاعبة المباراة. في 26 يناير 2023 سجلت مانوم هدفين في فوز أرسنال 3-0 على أستون فيلا في كأس رابطة الأندية الإنجليزية المحترفة. ثم اختيرت كأفضل لاعبة في أرسنال لشهر يناير 2023. لعب مانوم 90 دقيقة كاملة في نهائي كأس كونتي الذي فاز فيه أرسنال 3-1 على منافسه اللندني تشيلسي في 5 مارس. في 25 مارس، سجل مانوم الهدف الخامس لأرسنال في فوز 5-1 على نادي توتنهام هوتسبير للسيدات. بعد ثلاثة أيام في 29 مارس، سجل مانوم هدفًا رائعًا من خارج منطقة الجزاء، مما ساعد أرسنال على تحقيق الفوز بنتيجة 2-0 (2-1 في مجموع المباراتين) في مباراة الإياب على بايرن ميونخ، ومنح أرسنال مكانًا في الدور نصف النهائي من دوري أبطال أوروبا. تم التصويت على هذا الهدف لاحقًا من قبل المشجعين باعتباره هدف الموسم في دوري أبطال أوروبا للسيدات. في 2 أبريل، سجل مانوم هدف التعادل الحاسم في مباراة أرسنال على أرضه ضد مانشستر سيتي، والتي فاز بها أرسنال بنتيجة 2-1. أنهى مانوم الموسم برصيد 16 هدفًا و 5 تمريرات حاسمة في جميع المسابقات. فازت بجائزة أفضل لاعبة في الموسم من رابطة مشجعي نادي أرسنال للسيدات، وتم ترشيحه لجائزة أفضل لاعب في الموسم لفريق أرسنال ولاعبة الموسم في الدوري السوبر للسيدات.
في 1 يونيو 2023، بعد موسم ثانٍ رائع، أُعلن أن مانوم قد وقع عقدًا جديدًا مع النادي.

#### موسم 2023–24
في 19 نوفمبر 2023، سجلت مانوم هدفها الأول في الدوري هذا الموسم في مباراة خارج أرضها على برايتون وهوف ألبيون بنتيجة 3-0. في ديسمبر 2023، فازت بجائزة أفضل لاعبة في العام من قبل رابطة مشجعي كرة القدم. في 31 مارس 2024، انهارت مانوم في نهائي كأس الدوري الإنجليزي للسيدات 2023-2024. أُعطيت الأكسجين في موقع الحادث بعد أن ظلت على الأرض لنحو تسع دقائق، قبل أن تُنقل على نقالة، أفادت آرسنال لاحقًا بأنها "واعية وتتحدث وحالتها مستقرة". في 4 أبريل، أكد نادي أرسنال خضوعها لفحوصات مكثفة، وأنه "لم يُعثر على أي أسباب قلبية واضحة". زُوّد مانوم بجهاز مراقبة لتسجيل وظائف قلبها، وسُمح لها بالخضوع لبروتوكول عودة تدريجية إلى التدريب لمدة أسبوع، قبل اتخاذ قرار بشأن موعد عودتها إلى اللعب.

#### موسم 2024–25
في 22 سبتمبر 2024، سجلت مانوم الهدف الافتتاحي في مباراة تعادل فيها أرسنال 2–2 مع مانشستر سيتي على ملعب الإمارات في أولى مبارياتهم في موسم دوري السوبر للسيدات 2024–25. في 26 سبتمبر، دخلت كبديلة لتسجيل الهدف الرابع لآرسنال في فوز 4-0 (4-1 في المجموع) ضد نادي هكن للسيدات، مما ضمن تقدم آرسنال إلى مرحلة المجموعات في دوري أبطال أوروبا.
في نوفمبر 2024، فازت مانوم بجائزة هدف الشهر في الإمارات، لهدفها المذهل ضد برايتون آند هوف ألبيون.

## مسيرتها الدولية
في سن السابعة عشرة، اختيرت مانوم لتمثيل المنتخب النرويجي الأول في بطولة أمم أوروبا للسيدات 2017. في ذلك الوقت، لم تكن قد لعبت سوى عشر مباريات في الدوري النرويجي الممتاز. ظهرت مانوم لأول مرة في 11 يوليو 2017، حيث بدأت في مباراة ضد منتخب فرنسا لكرة القدم للسيدات. بعد أقل من أسبوع، حصلت مانوم على فرصة أخرى للمشاركة كأساسية في المباراة الافتتاحية للنرويج في بطولة أوروبا للسيدات، والتي كانت ضد منتخب هولندا لكرة القدم للسيدات، الدولة المضيفة للبطولة.
في 27 أكتوبر 2020، سجلت مانوم هدف الفوز ضد منتخب ويلز لكرة القدم للسيدات، مما منح النرويج التأهل إلى بطولة أمم أوروبا للسيدات 2022. كما كانت من ضمن اللاعبات التي تم استدعائهن لتشكيلة منتخب النرويج لكرة القدم للسيدات في كأس العالم للسيدات 2019
كانت من ضمن اللاعبات التي تم استدعائهن لتشكيلة منتخب النرويج لكرة القدم للسيدات في بطولة أمم أوروبا للسيدات 2022 ضمن منافسات المجموعة الأولى مع منتخبات منتخب إنجلترا لكرة القدم للسيدات ومنتخب النمسا لكرة القدم للسيدات ومنتخب أيرلندا الشمالية لكرة القدم للسيدات. شارك في التشكيلة الأساسية لمواجهة منتخب أيرلندا الشمالية، وتمكنت من إحراز الهدف الثاني في الدقيقة 13 من الشوط الأول في المباراة التي انتهت بفوز منتخب النرويج بنتيجة 4-1، في الجولة الثانية ضد نمتخب إنجلترا شاركت كلاعبة بديلة عن فيلد بوي ريس في الدقيقة 59 من الشوط الثاني، في المباراة التي انتهت بنتيجة قاسية على المنتخب النرويجي باستقبال شباكه ثماني أهدف. شاركت كلاعبة أساسية في مواجهة منتخب النمسا وتم استبدالها في الدقيقة 86 من الشوط الثاني بمشاركة فيلد بوي ريس كلاعبة بديلة في المباراة التي خسارها المنتخب النرويجي، ويغادر منافسات بطولة أمم أوروبا للسيدات من دور المجموعات.
في 15 نوفمبر 2022، سجلت مانوم هدف التعادل في مباراة ودية ضد منتخب إنجلترا لكرة القدم للسيدات. في 19 يونيو 2023، اختيرت مانوم ضمن تشكيلة النرويج في كأس العالم للسيدات 2023. في 16 يونيو 2025، تم استدعاء مانوم إلى تشكيلة النرويج للمشاركة في بطولة أمم أوروبا للسيدات 2025.

## حياتها الشخصية
مانوم على علاقة مع لاعبة كرة القدم السويدية وزميلتها السابقة في فريق لينكوبينج إيما لينارتسون.

## إحصائيات

### مع النادي
آخر تحديث  24 مايو 2025.
| النادي    | الموسم   | الدوري              | الدوري | الدوري  | الكأس | الكأس   | القاري | القاري  | الإجمالي | الإجمالي |
| النادي    | الموسم   | القسم               | اللعب  | الأهداف | اللعب | الأهداف | اللعب  | الأهداف | اللعب    | الأهداف  |
| --------- | -------- | ------------------- | ------ | ------- | ----- | ------- | ------ | ------- | -------- | -------- |
| لين       | 2014     | دوري الدرجة الأولى  | 7      | 0       | 0     | 0       | –      | –       | 7        | 0        |
| لين       | 2015     | دوري الدرجة الأولى  | 20     | 4       | 1     | 0       | –      | –       | 21       | 4        |
| لين       | 2016     | دوري الدرجة الأولى  | 18     | 4       | 0     | 0       | –      | –       | 18       | 4        |
| لين       | المجموع  | المجموع             | 45     | 8       | 1     | 0       | 0      | 0       | 46       | 8        |
| ستابيك    | 2017     | توبسيرين            | 11     | 2       | 2     | 1       | –      | –       | 13       | 3        |
| لينكوبينج | 2017     | دامالسفينسكان       | 6      | 1       | 1     | 0       | –      | –       | 7        | 1        |
| لينكوبينج | 2018     | دامالسفينسكان       | 22     | 5       | 6     | 2       | 6      | 0       | 34       | 7        |
| لينكوبينج | 2019     | دامالسفينسكان       | 22     | 6       | 2     | 0       | 3      | 2       | 27       | 8        |
| لينكوبينج | 2020     | دامالسفينسكان       | 20     | 7       | 0     | 0       | –      | –       | 20       | 7        |
| لينكوبينج | 2021     | دامالسفينسكان       | 0      | 0       | 1     | 1       | –      | –       | 1        | 1        |
| لينكوبينج | المجموع  | المجموع             | 70     | 19      | 10    | 3       | 9      | 2       | 89       | 24       |
| أرسنال    | 2021–22  | دوري السوبر للسيدات | 21     | 3       | 5     | 0       | 12     | 1       | 38       | 4        |
| أرسنال    | 2022–23  | دوري السوبر للسيدات | 22     | 9       | 5     | 2       | 11     | 5       | 38       | 16       |
| أرسنال    | 2023–24  | دوري السوبر للسيدات | 21     | 3       | 9     | 5       | 2      | 0       | 32       | 8        |
| أرسنال    | 2024–25  | دوري السوبر للسيدات | 22     | 7       | 5     | 2       | 15     | 4       | 42       | 13       |
| أرسنال    | المجموع  | المجموع             | 86     | 22      | 24    | 9       | 40     | 10      | 150      | 41       |
| الإجمالي  | الإجمالي | الإجمالي            | 212    | 51      | 37    | 13      | 49     | 12      | 298      | 76       |

### أهدافها الدولية
| رقم | التاريخ        | المكان                                           | الخصم            | النتيجة | النتيجة | المسابقة                                            |
| --- | -------------- | ------------------------------------------------ | ---------------- | ------- | ------- | --------------------------------------------------- |
| 1   | 3 سبتمبر 2019  | ملعب بران، بيرغن، النرويج                        | إنجلترا          | 1–1     | 2–1     | مباراة ودية                                         |
| 2   | 8 أكتوبر 2019  | تورسفولور، تورشافن، جزر فارو                     | جزر فارو         | 9–0     | 13–0    | تصفيات بطولة أمم أوروبا للسيدات 2022                |
| 3   | 27 أكتوبر 2020 | ملعب كارديف سيتي، كارديف، ويلز                   | ويلز             | 1–0     | 1–0     | تصفيات بطولة أمم أوروبا للسيدات 2022                |
| 4   | 25 نوفمبر 2021 | أرينا كومبيتاري، تيرانا، ألبانيا                 | ألبانيا          | 1–0     | 7–0     | تصفيات كأس العالم للسيدات 2023                      |
| 5   | 25 نوفمبر 2021 | أرينا كومبيتاري، تيرانا، ألبانيا                 | ألبانيا          | 5–0     | 7–0     | تصفيات كأس العالم للسيدات 2023                      |
| 6   | 30 نوفمبر 2021 | ملعب أكاديمية يريفان لكرة القدم، يريفان، أرمينيا | أرمينيا          | 4–0     | 10–0    | تصفيات كأس العالم للسيدات 2023                      |
| 7   | 07 أبريل 2022  | ملعب ساندفيورد، ساندفيورد، النرويج               | كوسوفو           | 3–0     | 5–1     | تصفيات كأس العالم للسيدات 2023                      |
| 8   | 07 يوليو 2022  | ملعب سانت ماري، ساوثهامبتون، إنجلترا             | أيرلندا الشمالية | 2–0     | 4–1     | بطولة أوروبا للسيدات 2022                           |
| 9   | 15 نوفمبر 2022 | ملعب بيناتار، مورسيا، إسبانيا                    | إنجلترا          | 1–1     | 1–1     | مباراة ودية                                         |
| 10  | 11 أبريل 2023  | غاملا أوليفي، جوتنبرج، السويد                    | السويد           | 1–1     | 3–3     | مباراة ودية                                         |
| 11  | 11 أبريل 2023  | غاملا أوليفي، جوتنبرج، السويد                    | السويد           | 3–3     | 3–3     | مباراة ودية                                         |
| 12  | 26 سبتمبر 2023 | ملعب مدينة بارسيلوس، بارسيلوس، البرتغال          | البرتغال         | 1–0     | 2–3     | دوري الأمم الأوروبية للسيدات 2023–24                |
| 13  | 27 فبراير 2024 | ملعب فايكينغ، ستافانجر، النرويج                  | كرواتيا          | 4–0     | 5–0     | مباريات تصفيات دوري الأمم الأوروبية للسيدات 2023–24 |
| 14  | 27 فبراير 2024 | ملعب فايكينغ، ستافانجر، النرويج                  | كرواتيا          | 5–0     | 5–0     | مباريات تصفيات دوري الأمم الأوروبية للسيدات 2023–24 |
| 15  | 4 يونيو 2024   | ملعب باولو مازا، فيرارا، إيطاليا                 | إيطاليا          | 1–1     | 1–1     | تصفيات بطولة أمم أوروبا للسيدات 2025                |
| 16  | 25 أكتوبر 2024 | ملعب لورو بوريتشي، شكودر، ألبانيا                | ألبانيا          | 1–0     | 5–0     | مباريات تصفيات بطولة أمم أوروبا للسيدات 2025        |
| 17  | 29 أكتوبر 2024 | ملعب أوليفال، أوسلو، النرويج                     | ألبانيا          | 1–0     | 9–0     | مباريات تصفيات بطولة أمم أوروبا للسيدات 2025        |
| 18  | 29 أكتوبر 2024 | ملعب أوليفال، أوسلو، النرويج                     | ألبانيا          | 4–0     | 9–0     | مباريات تصفيات بطولة أمم أوروبا للسيدات 2025        |
| 19  | 29 أكتوبر 2024 | ملعب أوليفال، أوسلو، النرويج                     | ألبانيا          | 5–0     | 9–0     | مباريات تصفيات بطولة أمم أوروبا للسيدات 2025        |
| 20  | 29 أكتوبر 2024 | ملعب أوليفال، أوسلو، النرويج                     | ألبانيا          | 6–0     | 9–0     | مباريات تصفيات بطولة أمم أوروبا للسيدات 2025        |
| 21  | 3 ديسمبر 2024  | ملعب أوليفال، أوسلو، النرويج                     | أيرلندا الشمالية | 2–0     | 3–0     | مباريات تصفيات بطولة أمم أوروبا للسيدات 2025        |

## الإنجازات
لينكوبينغ
- دامالسفينسكان: 2017

أرسنال
- كأس الدوري الإنجليزي للسيدات: 2022-23،[47] 2023-24[48]
- دوري أبطال أوروبا للسيدات: 2024-25[49]

منتخب النرويج
- كأس الغارف: 2019

جوائز فردية
- فريق العام من رابطة لاعبي كرة القدم المحترفين: دوري كرة القدم للسيدات 2022–23[50]
- لاعب العام في رابطة مشجعي كرة القدم: 2023
- لاعبة الشهر في نادي أرسنال للسيدات: أكتوبر 2022[51] يناير 2023[52]
- هدف الشهر في دوري السوبر للسيدات: نوفمبر 2024[53]
- هدف الإمارات لهذا الشهر: نوفمبر 2024[54]